# Herminia angulina
Herminia angulina là một loài bướm đêm trong họ Noctuidae.